# Meliboia (Okeanide)
Meliboia (altgriechisch Μελίβοια Melíboia) ist eine Okeanide der griechischen Mythologie, eine Tochter des Okeanos und der Tethys.
Sie ist die Gattin des Pelasgos und von diesem die Mutter des Lykaon.